# 蘇耶特卡區
53°22′N 80°07′E / 53.367°N 80.117°E
蘇耶特卡區（俄语：Суетский район），是俄羅斯的一個區，位於該國南部，由阿爾泰邊疆區負責管轄，面積1,108平方公里，2010年人口5,120，人口密度每平方公里4.62人。